# Anh chàng vượt thời gian
Anh chàng vượt thời gian là một bộ phim truyền hình được thực hiện bởi Hãng phim Smartbiz.pro do Trương Thị Ngọc Ngân và Hoàng Thiên Trụ làm đạo diễn. Phim phát sóng vào lúc 21h10 thứ 2, 3, 4 hàng tuần, bắt đầu từ ngày 8 tháng 3 năm 2011 và kết thúc vào ngày 20 tháng 4 năm 2011 trên kênh VTV3.
Tại thời điểm phát sóng, Anh chàng vượt thời gian đã nhận phải nhiều chỉ trích về chất lượng nội dung, cũng như gây chú ý vì những lùm xùm xoay quanh nhà sản xuất với diễn viên, quay phim và đạo diễn. Bộ phim sau đó phải kết thúc phần 1 ở tập 18 do những khó khăn trong nguồn lực bên phía sản xuất và chất lượng không được đảm bảo.

## Nội dung
Anh chàng vượt thời gian xoay quanh Đỗ Hải Anh (Hứa Vĩ Văn) – một đạo diễn trẻ du học nước ngoài khi trở về quê hương làm việc thì bị tai nạn giao thông và rơi vào hôn mê. Trong giấc mơ, anh trở thành một con người khác cùng với những chuyến du hành trở về quá khứ xa xưa hàng ngàn năm trước...

## Diễn viên
- Hứa Vĩ Văn trong vai Đỗ Hải Anh[5]
- Huỳnh Anh Tuấn trong vai Vua[3]
- Thủy Hương trong vai Hoàng hậu[5]
- Thu Minh trong vai Quý phi Lệ Liễu[5]
- Nhã Phương trong vai Quận chúa Thương Thương[5]
- Kim Hiền trong vai Trúc Lam/Tố Hương[5]
- Don Nguyễn trong vai Thái giám[5]

Cùng một số diễn viên khác....

## Sản xuất
Kịch bản phim do Trương Thị Ngọc Ngân viết; đây là kịch bản đầu tay của bà. Vào tháng 8 năm 2010, bộ phim đã được công bố kế hoạch sản xuất, trong đó Trương Thị Ngọc Ngân và Nguyễn Duy sẽ đảm nhiệm vai trò đạo diễn, với kinh phí lên tới 10 tỷ đồng. Tuy nhiên, một tháng sau đó, phía nhà sản xuất Công ty trách nhiệm hữu hạn thương mại dịch vụ Năng Động Việt do bà Ngân điều hành gửi thông báo thay đổi pháp nhân sở hữu dự án phim sang Công ty cổ phần tiếp thị Năng Động Việt (Hãng phim Smartbiz.pro), đồng thời chấm dứt vai trò đạo diễn kiêm nhà sản xuất của Nguyễn Duy. Tháng 2 năm 2011, bộ phim được công bố kế hoạch sản xuất trở lại, theo đó 200 phân cảnh đã quay từ trước đều bị hủy bỏ, đổi toàn bộ dàn diễn viên và thay thế vai trò đạo diễn sang Hoàng Thiên Trụ, người cũng chi tiền cho các đạo cụ trong phim. Dù vậy, khi mới quay được khoảng 12 tập, anh đã rời đi vì vấn đề tiền bạc và thu lại hết phần đạo cụ. Chỉ chưa đầy một tháng kể từ khi công bố kế hoạch sản xuất trở lại, bộ phim chính thức phát sóng trên kênh VTV3 từ ngày 8 tháng 3 năm 2011.

## Tiếp nhận
Là bộ phim cổ trang Việt Nam có chủ đề về xuyên không, tại thời điểm công chiếu cùng với Xin thề anh nói thật, Anh chàng vượt thời gian đã nhận phải nhiều chỉ trích của khán giả về chất lượng nội dung. Không chỉ dừng lại ở các bối cảnh sơ sài, nhiều phục trang trong phim còn bị đánh giá là khó hiểu vì phong cách "lòe loẹt quá mức" và "không rõ là của thời nào". Nội dung phim bị cho là "chắp vá", "rời rạc" vì không có các tình tiết cụ thể mà chỉ xoay quanh những cuộc đối thoại "sáo rỗng" giữa các nhân vật suốt thời lượng tập phim. Phần âm thanh của phim cũng gặp phải nhiều vấn đề, đến mức VTV từng phải tạm ngưng phát sóng để nhà sản xuất chỉnh lại kỹ thuật.
Sau một thời gian lên sóng, bộ phim bị nhiều người coi là "thảm họa phim Việt" hay "thảm họa giờ vàng". Đạo diễn Nguyễn Duy cùng ca sĩ Minh Thuận, người từng tham gia vào một vai diễn trong bản phim trước đó, đã gọi phim là "thảm họa của năm 2010". Dù vậy, trong một cuộc phỏng vấn, nhà sản xuất Trương Thị Ngọc Ngân lại tiết lộ rằng lượng người xem phim trên nhà đài rất cao, có tập lên đến 23%.
Ngày 21 tháng 4 năm 2011, đơn vị phát sóng bộ phim là Đài Truyền hình Việt Nam đã quyết định ngừng chiếu phim sau khi kết thúc phần 1 ở tập 18 do những khó khăn trong nguồn lực bên phía sản xuất và chất lượng không được đảm bảo.

## Bê bối
Khi phim đang phát sóng đến tập 9, diễn viên chính của bộ phim, Hứa Vĩ Văn, đã bỏ vai diễn giữa chừng vì nảy sinh mâu thuẫn với đoàn phim bởi cách làm việc thiếu chuyên nghiệp. Sau đó, bà Ngân lên tiếng chỉ trích và cáo buộc anh "không có đạo đức nghề nghiệp". Phía công ty casting cho phim do ca sĩ Minh Thuận quản lý đã kiện Công ty Năng Động Việt sau khi bộ phim dừng phát sóng do không thanh toán đủ 300 triệu số tiền nợ theo hợp đồng, trước khi bộ phim thay đổi toàn bộ ê-kíp và diễn viên. Phía công ty của đạo diễn Hoàng Thiên Trụ cũng khởi kiện công ty sản xuất và yêu cầu thanh toán số tiền công 500 triệu theo hợp đồng.